# Dąbrówka (gmina Moszczenica)
Dąbrówka – wieś w Polsce położona w województwie łódzkim, w powiecie piotrkowskim, w gminie Moszczenica.
W latach 1975–1998 miejscowość należała administracyjnie do województwa piotrkowskiego.

## Historia
Według zapisu z 24 lutego 1895 właścicielami dóbr Dąbrówki byli wówczas Michał Szretter i jego żona Julia Winkelman.